# Aharon Davidi

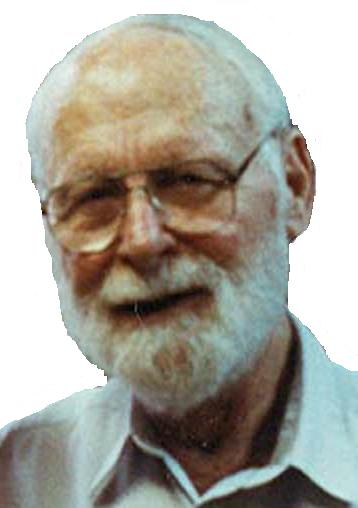
Aharon Davidi, 2002

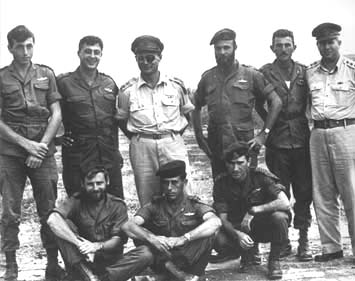
Offiziere des 890. Fallschirmjäger-Bataillons mit Generälen 1955 – oben: Leutnant Meir Har-Zion, Major Arik Sharon, Generalleutnant Mosche Dajan, Hauptmann Dani Matt, Leutnant Moshe Efron, Generalmajor Asaf Simchoni, unten: Hauptmann Aharon Davidi, Leutnant Ya'akov Ya'akov, Hauptmann Rafael Eitan

Aharon Davidi (geboren 1927 in Tel Aviv; gestorben 11. Februar 2012 in Kirjat Ono) war ein israelischer Brigadegeneral und Hochschullehrer. 1982 rief er das Freiwilligenprogramm Sar-El der israelischen Streitkräfte ins Leben.

## Leben

### Militärische Laufbahn
Davidis engagierte sich ab dem fünfzehnten Lebensjahr bei Hagana und Palmach. Im Unabhängigkeitskrieg von 1948 kämpfte er an der Südfront in der Negev-Brigade. 1953 meldete er sich zur neu aufgestellten Fallschirmtruppe und wurde als Kompaniechef eingesetzt. Seine Einheit tat sich 1953/54 bei verschiedenen Vergeltungsaktionen und Kommandounternehmen hervor.
Am Abend des 14. Oktober 1953 drang Ariel Scharons Einheit 101 in das Dorf Qibya ein und richtete dort das Qibya-Massaker an. Eine Kompanie Fallschirmjäger unter dem Befehl von Davidi sicherte dabei Scharons Flanken. 1955 wurde er für bei einem Einsatz in Gaza gezeigte Tapferkeit ausgezeichnet. Im Sinaifeldzug von 1956 nahm er als Oberstleutnant entscheidend an der Einnahme des Mitla-Passes teil.
1965 wurde er zum ersten Kommandeur des Fallschirm- und Infanteriekorps bestellt. Im Sechstagekrieg leitete er persönlich die Einnahme Scharm El-Scheichs und führte nach der Verwundung Raful Eitans dessen Fallschirmjäger bis zum Suezkanal. 1970 nahm er als Brigadegeneral seinen Abschied vom aktiven Militärdienst.

### Zivilleben
Davidi studierte in London Geographie und promovierte 1973 über die Probleme ethnischer Minderheiten in China. Ab 1974 unterrichtete er an der Universität Tel Aviv. 1977 zog er auf den Golan, um Direktor der Gemeinde- und Kulturaktivitäten für den Golan und das Jordantal zu werden. Als Reserveoffizier rief er 1982 während des Libanonkrieges das Sar-El-Programm für ausländische Freiwillige bei der israelischen Armee ins Leben, das er lange Jahre leitete.

### Privates
Davidis Familie stammte ursprünglich aus der bessarabischen Stadt Bender. Seine Frau Hassida hatte er während des Unabhängigkeitskrieges in der Negev-Brigade kennengelernt. Er lebte zuletzt in Ramat Gan und ist Vater dreier Kinder.